# The Bad Plus
 (mars 2014).
Si vous disposez d'ouvrages ou d'articles de référence ou si vous connaissez des sites web de qualité traitant du thème abordé ici, merci de compléter l'article en donnant les références utiles à sa vérifiabilité et en les liant à la section « Notes et références ».
The Bad Plus est un trio de jazz américain formé du pianiste Orrin Evans (qui a remplacé Ethan Iverson en 2018), du contrebassiste Reid Anderson et du batteur David King.
Le trio est connu pour ses reprises de chansons ou morceaux populaires (Nirvana, Neil Young, Aphex Twin, Sting...), et pour ses performances Live percutantes.

## Biographie
Si les trois musiciens jouent pour la première fois ensemble en 1989, ils ne forment un véritable groupe qu’en 2000.
En 2002, après avoir joué au Village Vanguard, le groupe signe chez l’éditeur Columbia, qui publie les albums These Are The Vistas (2003), Give (2004) et enfin Suspicious Activity ? (2005). En 2007, ils quittent Columbia pour Heads Up Records, et sortent l'album Prog en juin 2007.
Quand, en 2010, Duke Performances leur commande une œuvre, ils pensent à adapter une œuvre d'Igor Stravinsky. Ils s'étaient déjà essayé au répertoire de ce compositeur en 2009 avec Variation d'Apollon (d'après Apollon musagète), publié sur leur album For All I Care. Ils choisissent de s'attaquer au chef-d'œuvre Le Sacre du printemps, en l'adaptant à leur trio (avec des ajouts électroacoustiques). La première est donnée en mars 2011 au Reynolds Theater, et suivent de nombreux concerts autour du monde. Un disque est tiré de cette adaptation, The Rite of Spring (2014). En 2018, le pianiste Orrin Evans succède à Ethan Iverson qui souhaite se concentrer sur ses projets personnels. En 2019, le trio nouvelle formule sort deux albums, prouvant que le changement de line up n'a nullement altéré la vitalité du groupe.
Depuis ses débuts et jusqu’à aujourd’hui, une des lignes de force du trio repose sur le fait que les trois musiciens agissent comme une seule voix, partageant un but et un message communs. Les compositions sont partagées : écrites individuellement, elles sont toujours produites collectivement. 

## Discographie
- 2001 : The Bad Plus (2001 - Fresh Sound Records) – aussi connu sous le nom de « Motel »
- 2002 : bootleg autorisé : concert de New York le 12/16/01
- 2003 : These Are the Vistas (Epic)
- 2004 : Give
- 2005 : Blunt Object : Live In Tokyo (BMG)
- 2005 : Suspicious Activity ? (Sony BMG)
- 2007 : Prog (Emarcy)
- 2008 : For All I Care (sorti en 2009 en Amérique du Nord)
- 2010 : Never Stop (Universal)
- 2012 : Made Possible (Universal)
- 2014 : The Rite of Spring (Sony)
- 2014 : Inevitable Western (Okeh/Sony)
- 2015 : The Bad Plus Joshua Redman (en) (Nonesuch Records)
- 2016 : It's hard (Okeh/Sony)
- 2019 : Never Stop II (Legbreaker Records)
- 2019 : Activate Infinity (Edition Records)
- 2022 : The Bad Plus (Edition Records)
- 2024 : Complex Emotions (Mack Avenue Records)